# 森赫子
森 赫子（もり かくこ、1914年6月2日 - 1986年4月14日）は、日本の女優、作家。
東京府渋谷町猿楽生まれ。岩谷松平の孫。旧姓は岩谷。跡見高等女学校卒。伯母森律子の養女となる。1932年松竹蒲田撮影所に入り、映画女優でデビュー。1934年新派に転向、花柳章太郎の相手役として活躍。1939年映画「残菊物語」で花柳の相手役を演じた。1956年失明して引退。同年、失明寸前に書き上げた自伝「女優」を出版。ベストセラーになり「書きますわよ」の流行語を生んだ。同作は映画化された（女優 (1956年の映画)）。

## 出演映画
- 処女よ、さよなら（1933年）
- さすらいの乙女（1933年）
- 沈丁花（1933年） - 中川昌子 役
- 残菊物語（1939年） - お徳 役
- 晴小袖（1940年） - おのぶ 役
- 夫婦太鼓（1941年） - お為 役
- 若き姿（1943年）
- 五重塔（1944年） - お浪 役
- 結婚三銃士（1949年） - 君子 役
- ある映画監督の生涯 溝口健二の記録（1975年） - 取材協力

## 著書
- 『女優』実業之日本社 1956
- 『とり違えた恋』新鋭社 1956
- 『盲目』実業之日本社 1958　大空社 1998（盲人たちの自叙伝）
- 『神様と喧嘩』文京書房 1980

## 関連書籍
- 大笹吉雄『花顔の人  花柳章太郎』講談社 1991